# Semigrupoide
En matemáticas, un semigrupoide es un álgebra parcial que satisface los axiomas para una categoría pequeña, excepto posiblemente por el requisito que haya una identidad para cada objeto. Los semigrupoides generalizan los semigrupos de la misma manera que las categorías pequeñas generalizan los monoides y los grupoides generalizan los grupos, y tienen usos en la teoría estructural de semigrupos.

## Definición
Formalmente, un semigrupoide consiste en: 
- un conjunto de cosas llamadas objetos.
- y para cada par de objetos A y B un conjunto Mor(A,B) de cosas llamadas morfismos de A a B. Si f está en dicho conjunto Mor(A,B), escribiremos f: A -> B.
- para cada tres objetos A, B y C hay una operación binaria Mor(A,B) x Mor(B,C) -> Mor(A,C) llamada composición de morfismos. La composición de f: A -> B y g: B -> C se escribe así: g o f o bien gf. (Y algunos autores: fg).

tal que vale el siguiente axioma:
- (asociatividad) si f: A -> B, g: B -> C y h: C -> D entonces h o (g o f) = (h o g) o f.

- Datos: Q4164581